# Цеківський будинок
Цеківські будинки (розм. «Цековки» або «цекашки», від абревіатури ЦК) — багатоквартирні житлові будинки для вищих верств радянського керівництва, що зводилися з 1963 по 1991 рік, головним чином, у період правління Леоніда Брежнєва. Квартири в таких будинках призначалися для членів ЦК КПРС, Ради міністрів СРСР, Верховної Ради СРСР, вищих військових чинів (маршалів, генералів).

## Опис
Цеківські будинки будувалися за індивідуальним проєктом з цегли з залізобетонними перекриттями. Висота будинків зазвичай становила 12-14 поверхів. У будинках обов'язково були ліфти з дзеркалами, просторі вестибюлі і холи, кімнати для консьєржів. Територія будинку огороджувальних, в деяких будинках передбачалися підземні гаражі для автомобілів. По суті, цеківські будинки були першим досвідом зведення клубних будинків із суворим відбором мешканців, замкнутою інфраструктурою, що використовується виключно радянським керівництвом та їх сім'ями.
На відміну від сталінських будинків «номенклатурного» типу, виконаних в неокласичному стилі, цеківські будинки зовні мало відрізнялися від звичайних цегельних «брежнєвок» і були утилітарними «коробками» в стилі функціоналізму. Номенклатурні сталінки будувалися уздовж центральних магістралей і площ, є міськими архітектурними пам'ятками, деякі — пам'ятниками архітектури ; цеківські будинки зазвичай «ховалися» і не виділялися серед звичайної забудови.
Квартири в цеківських будинках набагато перевершують типове житло хрущовської і брежнєвської, а розміри «цековок» перевищують розміри і сталінських квартир «номенклатурного типу». Характеристики квартир залежали від рангу їх майбутніх мешканців — для більш високопоставлених керівників будувалися просторіші квартири. Середня загальна площа двокімнатної квартири в цеківських будинках «середнього класу» становить 75 м 2, трикімнатної — 105 м 2, чотирикімнатної — 130 м 2 . Для вищих керівників площі квартир могли перевищувати 200 м 2. У квартирах «цеківських будинків» є два просторих санвузли, велика кухня, лоджії з панорамними вікнами, робочі кабінети, підсобні приміщення великої площі (кладовки, гардеробні, прачечні), кімнати для прислуги, широкі коридори і холи. Висота стель становить від 2,9 до 3,2 м.

## Розташування
Цеківські будинки зводилися в престижних районах міст — з великою кількістю зелених насаджень, в центрі або серединному поясі, далеко від жвавих магістралей. У Москві багато цеківських будинків розташовуються на заході і південному заході міста. Квартали цеківських будинків отримали в народі прізвисько «царські села». Найвідоміший «цеківський будинок» знаходиться за адресою: Гранатний провулок, 10. У цьому будинку на 6-у поверсі була побудована 8-кімнатна квартира для Леоніда Брежнєва, однак він відмовився жити в ній.
У 1990-ті роки цеківські будинки мали великий попит. Пізніше їх популярність знизилася в зв'язку з появою нових житлових комплексів бізнес- і преміумкласу, проте цеківські будинки цінуються і зараз завдяки вдалому розташуванню, високій якості будівництва і хорошим плануванням квартир на рівні сучасного бізнес-класу.